# باشگاه فوتبال دیئپ
باشگاه فوتبال دیئپ (انگلیسی: FC Dieppe) یک باشگاه فوتبال مستقر در دیئپ، سنه مریتیم، فرانسه است که در حال حاضر در لیگ ملی ۲، سومین رده لیگ فوتبال در این کشور به رقابت می‌پردازد.